# Néa Kotýli
Néa Kotýli, en grec moderne : Νέα Κοτύλη, est un village du dème de Nestório, district régional de Kastoriá, en Macédoine-Occidentale, Grèce.
Selon le recensement de 2011, la population du village s'élève à 34 habitants.